# Villoria de Órbigo
Villoria de Órbigo es una localidad española perteneciente al municipio de Villarejo de Órbigo, en la provincia de León, comunidad autónoma de Castilla y León. La atraviesa la carretera comarcal LE-420, por donde se accede por el sur desde la localidad de La Bañeza, y por el norte desde Hospital de Órbigo.
Su antigüedad se remonta a la época romana, de la que se conserva un puente (la ponteja cal y canto) y un aljibe o termas de una hacienda agrícola. 

## Geografía

### Ubicación
| Noroeste: Estébanez de la Calzada      | Norte: Veguellina de Órbigo | Noreste: Castrillo de San Pelayo |
| Oeste: Posadilla de la Vega            |                             | Este: San Pelayo                 |
| Suroeste San Cristóbal de la Polantera | Sur: Seisón de la Vega      | Sureste: Huerga de Frailes       |

## Demografía
Evolución de la población
| Gráfica de evolución demográfica de Villoria de Órbigo entre 2000 y 2014 |
|                                                                          |
| Población de derecho (2000-2014) según el padrón municipal del INE       |

## Economía
Localidad agrícola y ganadera. Los productos agrícolas son los propios de la Ribera del río Órbigo: cereales, maíz, alfalfa, lúpulo y remolacha, aunque el cultivo de esta último se ha visto reducido desde el cierre de la fábrica azucarera en la población de Veguellina de Órbigo.

## Patrimonio histórico-artístico

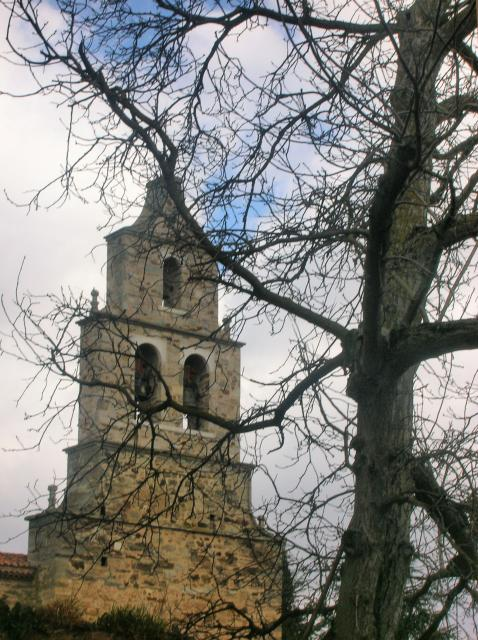
Torre de la iglesia de San Miguel Arcángel

### Iglesia parroquial de San Miguel Arcángel
Construida en el año 1782, según la lápida de uno de sus muros, es muy probable que sustituyera a la que hubo en el mismo lugar y pertenecía al asentamiento de San Miguel, anejo a San Adrián, dos enclaves dentro de los límites de la actual Villoria.
La construcción es estilo neoclásico, con columnas lisas y espacios libres sin decorar. Es de cruz latina con bóveda de cañón.
La torre es el resultado de la reconstrucción a la que fue sometida la original por repise del terreno, fuerza de un rayo y peso del nido de la cigüeña. A finales del siglo XX fue derribada y con sus mismos sillares se reconstruyó y se le colocaron unas nuevas campanas y campanil.

### Monasterio de Santa María de la Asunción
El monasterio Premonstratense de Villoria se erige como el más significativo dentro de esta orden; fundado en 1243 por Rodrigo Fernández de la Valduerna, su valor se incrementa aún más por quedar tan solo dos en todo el territorio español, el de Toro en Zamora y el de Villoria.
Fue reconstruido en más de una ocasión. Un incendio de fin de siglo XX acabó con la zona de hospedería y almacenes así como del museo. Fue reconstruida una parte. Tan solo el arco de la entrada principal queda desde sus orígenes. Es de estilo románico, en forma de pórtico, rematado con una cruz de piedra y adornada por dos columnas incrustadas al muro.
Sus antiguas moradoras, las monjas, dedicadas a la oración, han sabido superar dificultades colaborando en la educación de muchas generaciones de niños de 3 a 5 años con su Colegio en dos clases (las maestras Sor Honorina y Sor Nieves) hasta la implantación de la EGB por el gobierno de España, y también en diversos oficios como la hostelería, encajes, confecciones, tejidos. En diciembre de 2015 las escasas hermanas que aún vivían en este monasterio fueron trasladadas a una residencia en Astorga. 
Desde junio de 2018 el convento está habitado por monjes de la misma orden, que abren sus puertas para la celebración de eucaristías, pudiendo los vecinos acompañarles también en el rezo de la liturgia de las horas.

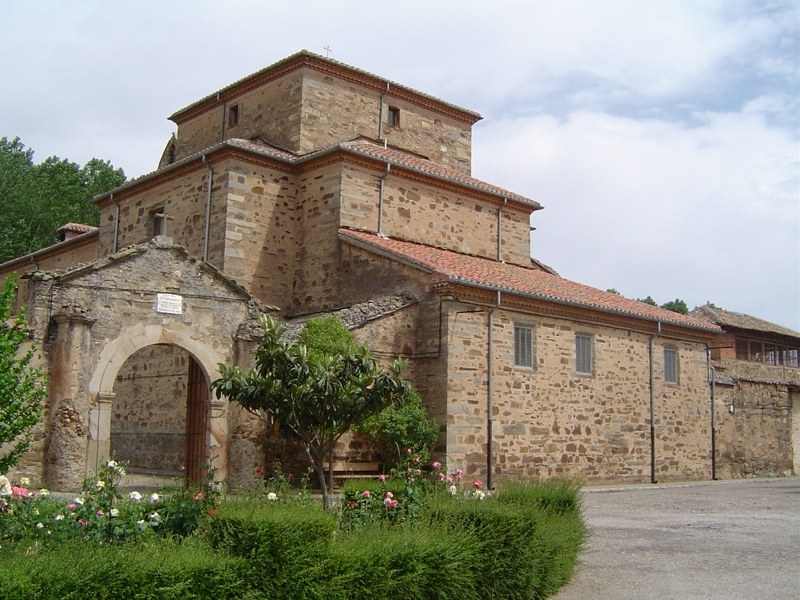
Vista Oeste.
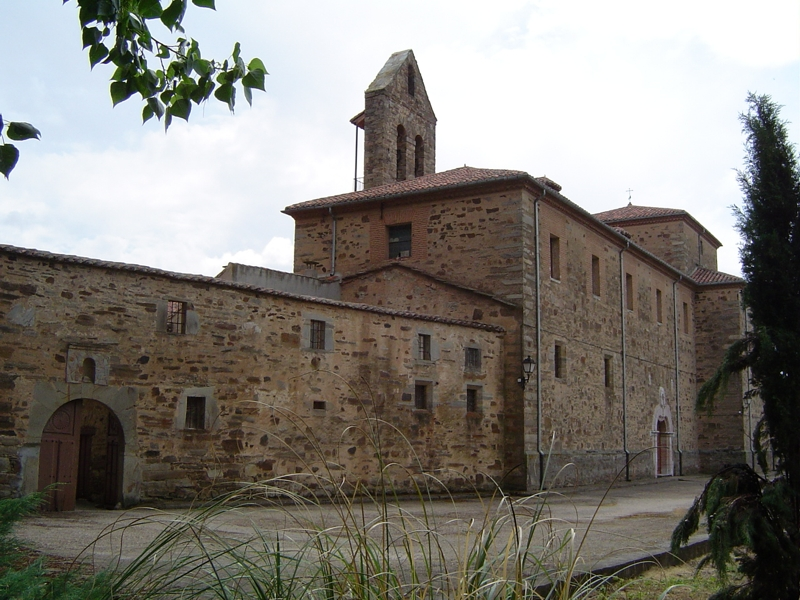
Vista Norte.
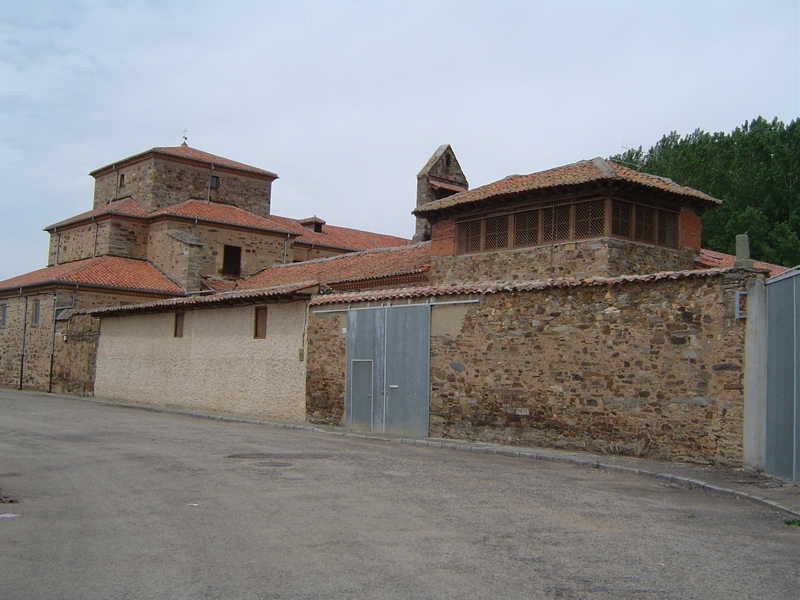
Vista Sur.

### Ermita de las Angustias

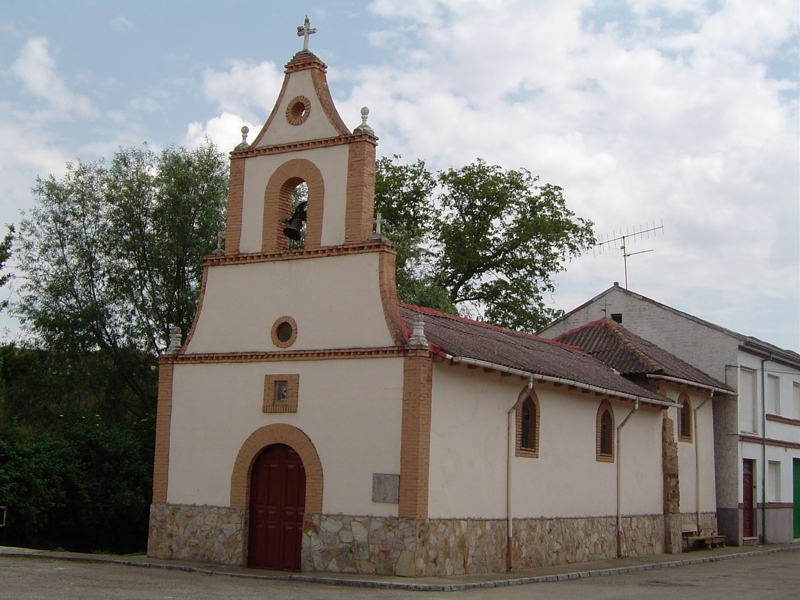
Ermita de las Angustias

Advocación a esta virgen protectora del pueblo. Sus orígenes son de 1680 cuando ofrecía servicios como iglesia de la Veracruz, administrada por la Cofradía de la Cruz. Destaca en su interior la techumbre de madera, el retablo y a sus pies, uno de los pasos de la Semana Santa de la localidad: la Urna del siglo XIX con el cristo yacente en madera y pelo natural y féretro de cristal.

### Arquitectura popular
Típica de la ribera del Órbigo.

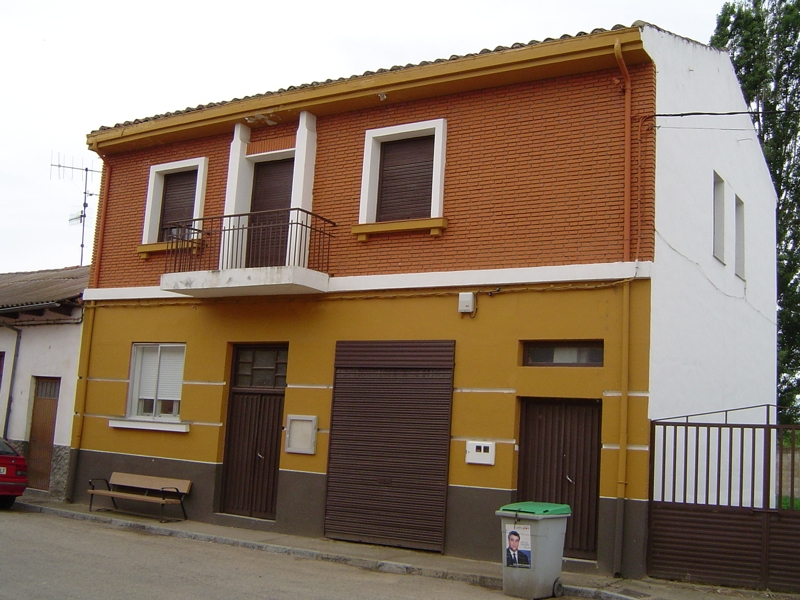
Consultorio médico.
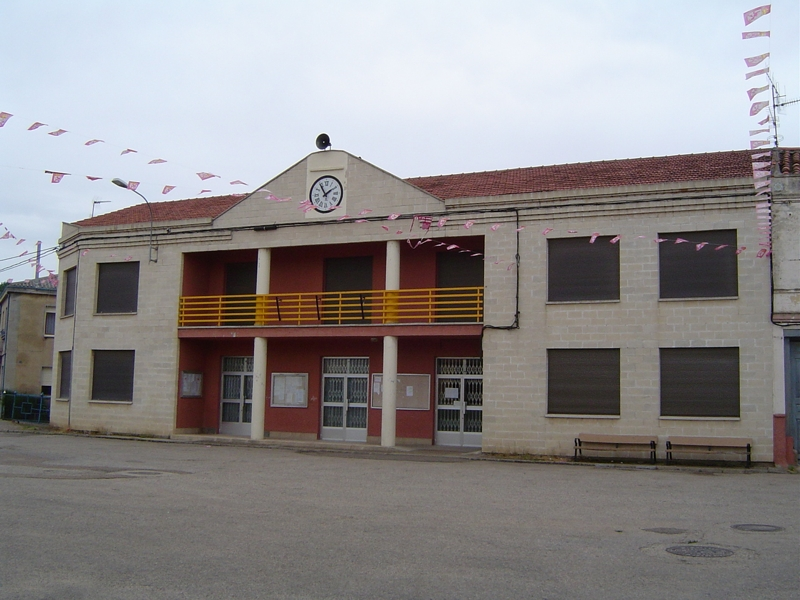
Casa de la Cultura, o casa del pueblo.
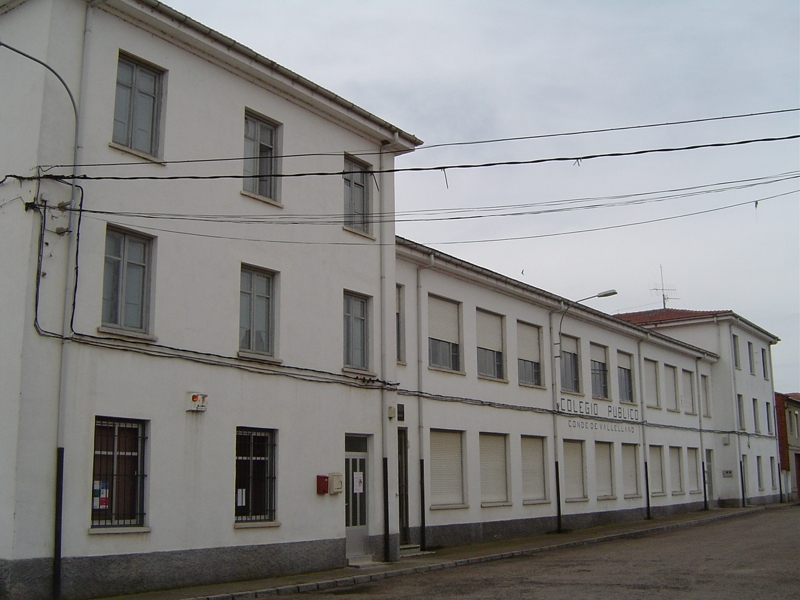
Escuelas Conde de Vallellano.
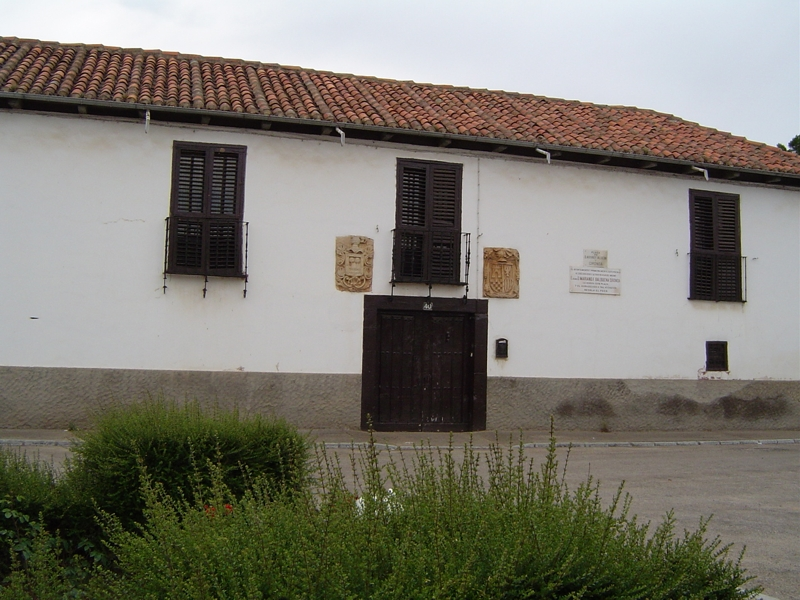
Casa señorial con escudos.
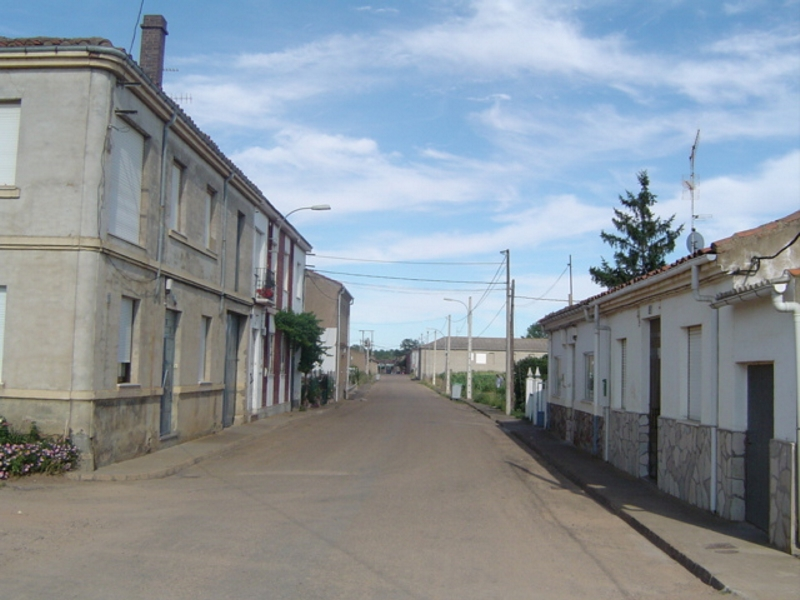
Casas en la Calle Astorga.

### Restos históricos
Ponteja Cal y Canto de la época romana

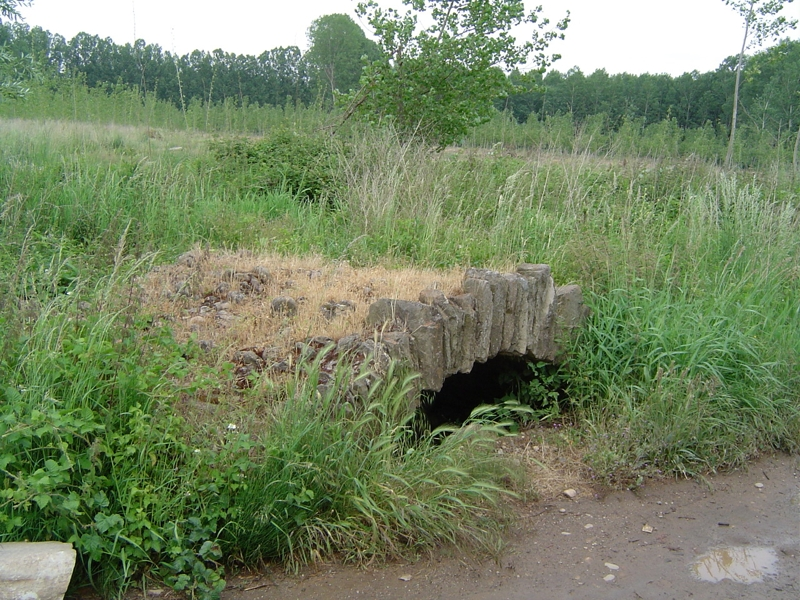
Ponteja antes 2006.
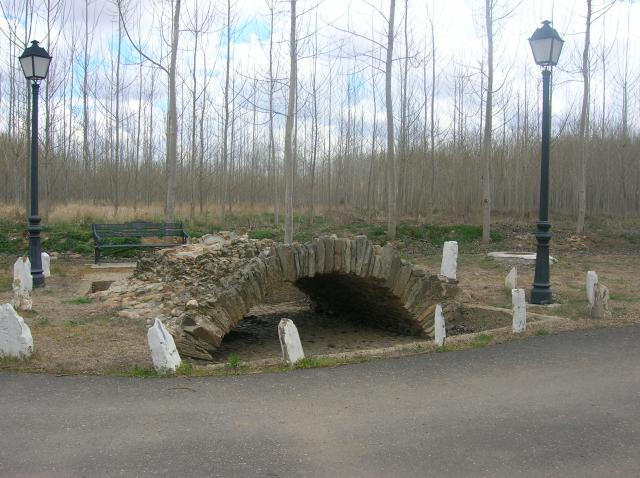
Ponteja 2006.

Termas romanas

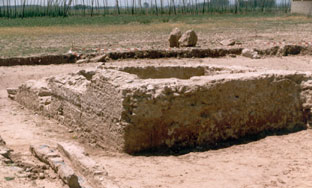
Aljibe, termas

Zona de baños de una hacienda agrícola. Los muros de canto, arena y cal pertenecerían a la piscina o zona fría, y al lado estaría la zona caliente con las termas y habitaciones.

## Cultura

### Festividades y eventos
- Santo Tirso (28 de enero), fiesta en el Monasterio de Santa María de la Asunción.
- San Miguel Arcángel (29 y 30 de septiembre), patrón del pueblo.
- Fiesta Sacramental (la octava del Corpus).
- San Antonio Abad (17 de enero).
- Las candelas (2 de febrero)
- San Blas (3 de febrero)
- Santa Ágeda (5 de febrero)
- La Anunciación (25 de marzo)
- Semana Santa
  - Martes Santo: Instalación del Monumento (retablo con pinturas del Antiguo Testamento realizado en 1880)
  - Jueves Santo: Procesión del Encuentro (Nazareno del XIX, en grandes dimensiones con pelo natural)
  - Viernes Santo: Procesión de los judíos (Cristo atado a la columna) por la mañana; y la del Santo Entierro o de la Urna, por la tarde.
  - Sábado Santo: Procesión de la Soledad.
  - Domingo de resurrección: Procesión del resucitado.
- San Isidro Labrador (17 de mayo)
- San Norberto (6 de junio)
- La Asunción (15 de agosto)
- Fiestas de los quintos los que celebran su 50 cumpleaños (un fin de semana de agosto)
- Fiestas de los quintos, Hoguera de reyes los que celebran su 18 cumpleaños (en Navidad y Reyes)

### Tradiciones
- Matanza del cerdo

## Gastronomía
- Sopas de ajo. Se miga el pan para una cazuela de barro. Después se pone en un cazo el agua con una cucharada de unto de cerdo, y cuando empieza a hervir se le añade un majado de ajo, aceite, sal y pimentón. Se le añade a las sopas migadas y, tras un corto reposo, a comer. Se suele poner un huevo crudo encima de las sopas, que al echar el caldo en punto de ebullición sobre ellas se cuaja. También se le puede echar un puñadito de chichas en la época de la matanza, que quedan muy ricas.
- Sopas de sesos.  En la noche del día que se "deshace" o despieza el cerdo de la matanza, se degustan unas deliciosas sopas de ajo tradicionales mezcladas con los sesos (cerebro y cerebelo) del animal en cuestión.  Se ponen a cocer los sesos en una cazuela, con agua, unos cinco minutos. Luego se sacan y se dejan enfriar un poco. A continuación se les retira su piel fina y se cortan en trocitos. Se pone a hervir agua, con unto de cerdo, a la que se le añade, cuando inicie el hervor, un machacado de ajo, pimentón, aceite y sal. Cuando rompa a hervir el agua se le añade el pan de hogaza finamente migado y los sesos. No debe dejarse hervir una vez que se ha añadido el majado. El dicho popular advierte que sazón hervida, sazón podrida. Antiguamente, en los pueblos este era un plato habitual como desayuno en los días posteriores a la matanza del cerdo. Acompañadas de un buen vino e incluso agua, están deliciosas.
- Chorizo, chichas, y salchichón. Para hacer los chorizos se emplea buena carne de cerdo: las espaldas (con la paletilla), el costillar e incluso hay quien deshace el jamón. Todo esto se tritura en la máquina de picar, con una chapa de agujeros mayores que las que utilizan en las tiendas de la ciudad para hacer la carne picada. Metida la picada en la artesa se sazona con un puñadito de ajos triturados (para un cerdo), sal (16 gramos por kilogramo de carne) y pimentón semidulce (30 gramos por kilogramo de carne). Luego se amasa todo el producto. La carne se pica al día siguiente de matar el cerdo. Otro día más tarde se embucha ya en los chorizos. Estos se ponen seguidamente en los varales de la cocina vieja a secar. Al cabo de dos días de secado se les pone fuego. Más calor que humo. No lumbre grande. Hay que impedir que el ambiente esté en exceso húmedo y frío. La leña de roble es excelente, la de escoba (retama) es buena aunque dura menos. La madera de pino es mala: arde pronto y da mal sabor. Y los chorizos van secándose poco a poco, pausados, calorcillo y algo de humo. Así van tomando un excelente sabor. Durante el mes siguiente a la cuelga de los chorizos si alguien quiere degustarlos debe freírlos o asarlos en el fuego, porque aún están sin hacer. Luego ya se comen crudos estupendamente.

El orégano le da un tono agradable al embutido, para algunos, pero es un elemento que no mejora la conservación. Se dice que el embutido se pone rancio más pronto.
- Las chichas, salchichas, chichos, picadillo y prueba, son los nombres que se les da al material cárnico ya preparado para introducirse en los chorizos. Estas chichas se degustan en la noche antes de hacer los chorizos, a modo de cata para saber cómo está quedando la sazón de la matanza. Es habitual introducirlas en una cazuela preferentemente de barro con una gotita de agua (una lágrima, no un charco) y dejarlas que se hagan al fuego. Están exquisitas en las veladas invernales. Excelentes además si se acompañan de puré de patata y un buen vino. Después de la matanza, con un clima realmente frío como el leonés, las chichas se conservan bien al fresco durante unos días. Se pueden cocinar a la manera indicada, y también se pueden añadir a algunos platos tradicionales como las sopas de ajo o más modernos y juveniles como los espaguetti y macarrones.
- El salchichón lleva un preparado parecido al chorizo, sin el pimentón, con un poco de pimienta y con la carne un poco más limpia de grasa.Se puede utilizar un buen preparado –en la tienda especializada de la comarca se llama salchichonal- Ojo. Tradicionalmente viene un poco cargado de sal. El compuesto para 10 kilogramos utilizarlo para 13 kilos. Se suele moler antes del adobo para que los granos grandes de pimienta queden desmenuzados.
- Frisuelos, frisuelas o Fiyelos  Se trata de unas tortillas a base de harina de trigo, leche y huevos, que en la cocina europea suelen recibir el nombre de creps, pero que nuestros antepasados denominaban fichuelas o filloas. En nuestra comarca hay dos versiones básicas; una incluye en su elaboración trigo, huevos y leche; la otra -típica de los días de matanza- sustituye la leche por la sangre del cerdo.

Se ponen en un recipiente 250 gramos de harina de trigo, seis huevos, un poco de sal, medio litro de leche y un poco de mantequilla (50 gramos) y se mezcla todo muy bien, batiendo con varillas hasta que la mezcla carezca de grumos y tenga consistencia cremosa. Debe estar un ratito en reposo.
En una sartén, untada de tocino o mantequilla, se extiende una fina capa de la crema elaborada y se fríe por ambos lados.
Los frisuelos se enrollan luego, dejando en su interior un relleno que puede ser de nata y miel; mermelada casera o merengue. Se colocan en una fuente y se espolvorean de azúcar y canela. Si se quiere, también pueden servir para rellenar de producto salado; carne picada (relleno tipo empanadilla); picadillo de chorizo, tocino entreverado (los cursis dicen beicon) con tomate y pimiento; etc. No es mala idea la de hacerles un relleno de estos, cubrirlas de bechamel y gratinarlas luego en el horno.
La variante de hacer las fichuelas de sangre era típica de los días de San Martín. Se dejaban endurecer en la fritura y luego se espolvoreaban con azúcar. Nada de rellenos, que a buen hambre, aquella era pieza del paraíso.
- Tostas de manteca

Pan de hogaza frito en manteca de cerdo y espolvoreado con azúcar. Están crujientes y es una delicia a media mañana de los días fríos y con niebla de invierno.
Se puede hacer lo mismo con manzanas; al estilo de las manzanas asadas.
- Limonada y roscas de Pascua

Son los llamados judíos o matar judíos en Semana Santa. De origen incierto, parece ser que esta expresión proviene, de la "venganza" que por la muerte de Cristo se tomaban los cristianos, y en la que se asimilaba que por cada vaso de limonada que se tomaba, simbolizaba la muerte de un judío. La receta es la que tiene como ingredientes: 5 litros de vino, 1 kilo de azúcar, un kilo de naranjas y algún limón y dos ramas de canela; se pone en una tinaja de barro y se deja en reposo una semana. Se le puede añadir higos e incluso algún tipo de licor.
- Cocido

Se trata de un cocido elaborado artesanalmente; lo tradicional en la cocina arcaica del órbigo eran siempre los potajes, una olla al fuego lento de toda una mañana en la que tenían que conciliarse por fuerza legumbres, patatas, verduras y un poco de alegría de matanza en costillas curadas o carnes muy viudas. Es una variación del Cocido Maragato (este es muy raro pues se come al revés -se empieza por las carnes y se termina con la sopa).
Los garbanzos deberán estar a remojo desde la noche anterior (unas 8 horas) en agua templada y con dos cucharadas de sal. En una cazuela grande ponemos la carne de morcillo, los huesos, el lacón, la pata y el tocino, cubriéndolo abundantemente de agua y poniéndolo a cocer. Cuando lleve una hora cociendo, se añaden los garbanzos escurridos. Dejamos que rompa a hervir y lo ponemos a fuego lento.
Una hora más tarde, añadimos la carne de gallina, los chorizos y las dos orejas. El guiso deberá cocer a fuego muy lento durante (4) horas. Media hora antes de finalizar, deberemos añadir la sal. El repollo, picado y lavado, lo pondremos a cocer aparte durante aproximadamente media hora. Para hacer la sopa, retiramos caldo del cocido, dejando siempre algo para que no se seque la carne, echamos los fideos y los dejamos hervir durante un cuarto de hora.